# Жаткин, Олег (футболист)
Оле́г Жа́ткин (латыш. Oļegs Žatkins; 13 апреля 1987, Огре) — латвийский футболист, полузащитник.

## Биография
В 2006 году Олег Жаткин начал свою футбольную карьеру в клубе «Рига», вскоре дебютировав в Высшей лиге Латвии. Летом 2007 года он был отдан в аренду «Юрмале» до конца сезона. После банкротства и расформирования «Риги» в конце 2008 года, Олег Жаткин в начале 2009 года присоединился к реорганизованной «Юрмале-VV».
19 мая 2010 года Олег Жаткин сыграл в финале Кубка Латвии, где его клуб «Юрмала-VV» уступил «Елгаве» в серии послематчевых пенальти.
Первую половину сезона 2012 года провёл в аренде «Елгаве», а в июле вернулся в «Вентспилс».

## Достижения
- Чемпион Латвии (2): 2011, 2013.
- Обладатель Кубка Латвии (2): 2011, 2012/2013.
- Финалист Кубка Латвии: 2010.
- Финалист Балтийской лиги: 2011.